# A’ Mharconaich
A’ Mharconaich (wymowa gaelicka: [ə ˈvarˠkon̪ˠəç]) – szczyt w paśmie West Drumochter, w Grampianach Centralnych. Leży w Szkocji, w regionie Highland. 